# Milcíades Peña (padre)
Milcíades Viriato Peña  (La Plata, 12 de mayo de 1933 - Buenos Aires, 29 de diciembre de 1965) fue un historiador, político y pensador argentino.

## Biografía
Nació en La Plata el 12 de mayo de 1933, siendo el menor de cuatro hermanos, hijos de Viriato Milcíades Peña y Leticia 
Asta Ferrero, un matrimonio de clase media, pero fue criado por sus tíos maternos, José Pedro de Sagastizábal e ítala Asta Ferrero, a causa de una enfermedad psiquiátrica de su madre. Cursó los estudios secundarios en el Colegio Nacional de La Plata, donde tuvo sus primeros contactos con la militancia política, al acercarse a las Juventudes Socialistas de La Plata, por lo cual abandonó la educación formal a los dieciséis años.
En 1947 ingresó al Grupo Obrero Marxista (GOM), agrupación de orientación trotskista liderada por Nahuel Moreno, que un año después se convirtió en el Partido Obrero Revolucionario (POR), del cual fue elegido miembro del Comité Central. Participó activamente en la formación partidaria, con actividades como dictar un curso sobre El capital en 1951; sin embargo, en 1952 se alejó de la organización, en desacuerdo con la decisión de Moreno de privilegiar la militancia territorial por sobre la formación teórica. Tuvo una breve colaboración con Silvio Frondizi, con quien también rompió poco después. Durante 1954 escribió numerosos artículos desde el periódico La Verdad, dirigido por Moreno, órgano del Partido Socialista de la Revolución Nacional, en los que denunciaban los intentos golpistas de grupos de las Fuerzas Armadas. No obstante, Peña mantuvo una postura crítica frente al movimiento peronista, calificando al gobierno de Perón como bonapartista, siguiendo la categoría definida por Trotski. «Treinta y tres por ciento de aumento en la participación de los asalariados en el ingreso nacional. A eso se redujo toda la "revolución peronista"», escribió en Historia del Pueblo Argentino.
Ya bajo la dictadura de Pedro Eugenio Aramburu, Peña se embarcó en dos proyectos de largo aliento, El imperialismo y la industrialización de los países atrasados e Historia del Pueblo Argentino, de los que en vida sólo publicó algunos fragmentos.  En 1957, de nuevo junto a Moreno, Peña fundó y dirigió la revista Estrategia de la liberación nacional y social (1957 - 1958), en la que publicó varias notas con seudónimo, así como adelantos de sus trabajos inéditos, y desde la que sostuvo una fuerte polémica con Jorge Abelardo Ramos. En la revista también colaboraron nombres como Silvio Frondizi, Rodolfo Puiggrós, Luis Franco, Carlos Astrada y Enrique Rivera. La revista duró poco, ya que un año más tarde Peña volvió a distanciarse de Moreno, al mismo tiempo que, a pedido de una agrupación estudiantil, dictó un curso de Introducción al pensamiento de Marx en la Facultad de Ingeniería. A partir de 1960, participó junto con Daniel Speroni de otras dos revistas de efímera duración, Liberación nacional y social (1960 - 1961) y Revista de Liberación (1963 - 1964), donde publicó un análisis crítico del 17 de octubre de 1945, jornada fundacional del peronismo, y sus 16 tesis sobre Cuba, en las que discutió con Moreno sobre la proyección de la revolución cubana en el resto de Latinoamérica.
Finalmente, en 1964 lanzó la revista y editorial Fichas de investigación económica y social (1964 - 1966), en la que además de seguir adelantando capítulos de sus trabajos inéditos, tradujo a autores marxistas como Charles Wright Mills, Henri Lefebvre e Isaac Deutscher. Además de viejos colaboradores (Franco), el grupo que lo acompañaba estaba integrado por estudiantes de ingeniería que le pidieron dictar el curso de 1958: Jorge Schvarzer, Félix Kierbel,  Alberto Kasulín y  Hugo López, a los que se agregó  en 1961 el estudiante de sociología Daniel Horacio García. La revista no tardó en posicionarse como una publicación de referencia dentro de la izquierda argentina, y desde ella Peña volvió a polemizar con Ramos y con Gino Germani.
Sin embargo, cuando todo indicaba que por fin empezaba a ser reconocido como intelectual, Peña se suicidó el 29 de diciembre de 1965, a los 32 años. Sobre sus motivos se tejieron diversas conjeturas, desde la frustración ante el fracaso de la izquierda argentina, a la que nunca dejó de interpelar; una desilusión por el "quietismo" de la clase trabajadora y su incapacidad para organizarse como clase revolucionaria; hasta una crisis personal debido a las dificultades económicas para mantener a su familia, además de las traumáticas experiencias vividas en su niñez e intentos anteriores de suicidio en la adolescencia.
Tras su muerte, la revista Fichas publicó dos números más antes de su descontinuación, aunque la editorial continuó en activo, fundamentalmente dedicada a la publicación y difusión de sus escritos inéditos. Gracias a esta labor, en los años siguientes Peña comenzó a ser reconocido y citado incluso por autores no adscritos al marxismo, como David Rock, Peter Waldmann, Tulio Halperín Donghi y Luis Alberto Romero, así como autores más cercanos a la izquierda nacional y el peronismo, como Juan Carlos Portantiero, José Pablo Feinmann y Felipe Pigna. Su hijo Milcíades Peña es un dirigente peronista, legislador de la Ciudad de Buenos Aires.

## Obras
En su doble rol de militante e intelectual, Peña emprendió un análisis de los procesos históricos desde una perspectiva marxista. Su visión de la historia ha sido calificada como «trágica». Partiendo de la tesis de la incapacidad estructural de las clases dominantes argentinas para desarrollarse como fuerzas productivas, Peña sostiene que ninguna de las disyuntivas que se presentaron a lo largo de la historia (independentistas y realistas, unitarios y federales, liberales-conservadores y nacionalistas, yrigoyenistas y antiyrigoyenistas, peronistas y antiperonistas) fueron alternativas auténticas que permitieran la modernización y el desarrollo autónomo del país.
Con el propósito declarado de «desmitificar la historia argentina», polemizó tanto con la corriente liberal-conservadora oficial, fundada por Bartolomé Mitre, como con el revionismo nacionalista de Raúl Scalabrini Ortiz, José María Rosa o Arturo Jauretche. También discutió con otros autores marxistas, como Liborio Justo, Silvio Frondizi y muy especialmente Jorge Abelardo Ramos. Coincidió, sin embargo, en algunos puntos con los revisionistas, como el rechazo a las figuras de Mitre y Roca, la condena de la Guerra del Paraguay, que denunció como un acto de servicio a los intereses del imperio británico («La destrucción física del pueblo paraguayo», escribió, «no merece el más mínimo perdón para los estrategas de la Triple Alianza»), y la importancia de impulsar un proceso industrializador autónomo que acabe con la dependencia de capitales extranjeros. No obstante, lecturas contemporáneas hechas desde el trotskismo han cuestionado algunos puntos de las evaluaciones de Peña.
Debido a su temprana muerte y a que la mayoría de trabajos que publicó en vida aparecieron en revistas, el grueso de su obra se publicó de forma póstuma, como recopilaciones de textos publicados en aquellas o inéditos, lo cual a menudo produjo confusiones sobre la datación de algunos textos. Al respecto es representativo el caso de su Historia del Pueblo Argentino, escrita entre 1955 y 1957, pero publicada en seis libros independientes entre 1968 y 1973. Esta edición no respetó el orden cronológico de los volúmenes, ya que los primeros dos libros en aparecer, La era de Mitre y De Mitre a Roca, eran en realidad la tercera y cuarta entregas. A ellas siguieron El paraiso terrateniente (Libro II), Antes de Mayo (Libro I), Alberdi, Sarmiento, el 90 (Libro V) y Masas, caudillos y élites (Libro VI). Recién en 2012 la obra se editó en un tomo único y en el orden correspondiente, según el plan original de su autor.
Sus principales obras incluyen:
- Historia del Pueblo Argentino. Publicada en seis partes entre 1968 y 1973:
  - Antes de Mayo. Formas sociales del trasplante español al nuevo mundo (1970)
  - El paraíso terrateniente. Federales y unitarios forjan la civilización del cuero (1969)
  - La era de Mitre. De Caseros a la Guerra de la Triple Infamia (1968)
  - De Mitre a Roca. Consolidación de la oligarquía anglo-criolla (1968)
  - Alberdi, Sarmiento, el 90. Límites del nacionalismo argentino en el siglo XIX (1970)
  - Masas, caudillos y élites. La dependencia argentina de Yrigoyen a Perón (1973)
- El peronismo. Selección de documentos para la historia (1972)
- La clase dirigente argentina frente al imperialismo (1973)
- Industria, burguesía industrial y liberación nacional (1974)
- Industrialización y clases sociales en la Argentina (1986). Reúne notas publicadas en Estrategia y Fichas con seudónimos varios
- Introducción al Pensamiento de Marx. Notas de un curso de 1958 (2000)